# Yñigo Ortiz de Retez

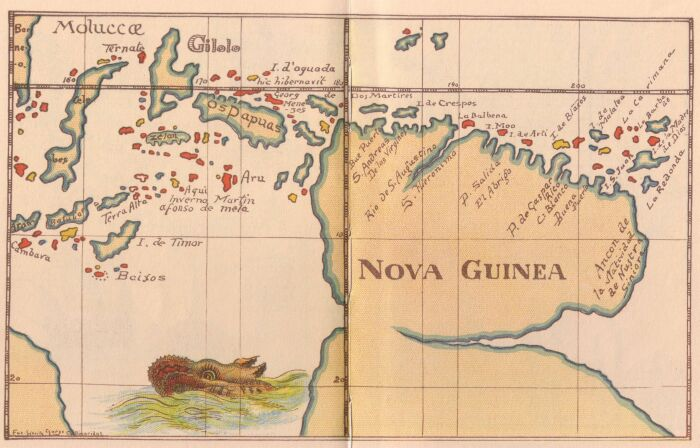
Nya Guinea, ca 1600

Iñigo Ortiz de Retes, även Yñigo Ortiz de Retez var en spansk sjöfarare och upptäcktsresande och betraktas som upptäckaren av ön Nya Guinea och några andra öar i dess närhet.

## Retezs tidiga liv
Inget är känd av Retez tidiga liv, han har dock mönstrad på i den spanska flottan och hamnade sedermera i de spanska besittningarna och slutligen i Moluckerna där han i maj 1545 får uppdraget av Filip II att söka en alternativ sjöväg till Nueva España (nuvarande Mexiko). 

## Expeditionen i Stilla Havet

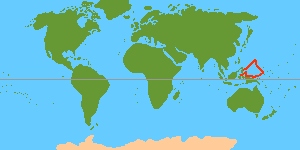
Retezs resa

Den 16 maj 1545 lämnade Retez Tidore i Moluckerna med fartyg "San Juan". Efter att först ha haft kurs norrut vänder han senare mot söder på grund av vädret.
Under resan upptäcktes den 13 juni öarna La Selvillana (nuvarande Supiori), La Callega (nuvarande Biak) och Los Martyre (nuvarande Numfoor) bland Schoutenöarna.
Retez fortsätter österut och stöter några dagar senare först på Bei-floden och ytterligare österut på Mamberamo-floden där han landstiger den 20 juni och döper området till "Nueva Guinea" beroende på befolkningens yttre likheter med befolkningen i Guinearegionen i Afrika. 
Därefter följer han först kustlinjen och styr sedan norrut igen där han den 19 augusti upptäcker Islas de Hombres blancos (nuvarande Wuvulu och Aua) bland de Västra Öarna i Bismarckarkipelagen. 

## Retezs sena liv
Resan fortsatte mot nordost tills han slutligen fastnade i Passadområdet med ständiga motvindar så att han tvingades att återvända till Tidore.
Efter det finns ingen ytterligare dokumentation om Retez.